# Sigurd Elkjær
Sigurd Kristian Elkjær (6. februar 1885 i Haurum – 7. december 1968 i København) var en dansk hjemstavnsforfatter. Han var uddannet lærer og virkede fra 1925 frem til sin pensionering i 1950 som lærer i Hillerød. 
Sigurd Elkjær debuterede som romanforfatter i 1915 med Anders Grøn.
1936 – 1938 udsendte han trilogien om fjordlandet ved Horsens, Mellem Hav og Fjord, Et Muldskud i Havet og Landfast. 
Også de fleste af hans historiske romaner knytter sig til Horsens-egnen. 
Han modtog Herman Bangs Mindelegat i 1967.
Sigurd Elkjær er sammen med sin hustru Marie (26. juli 1885 – 3. april 1960) begravet på Assistens Kirkegård.